# LESTO

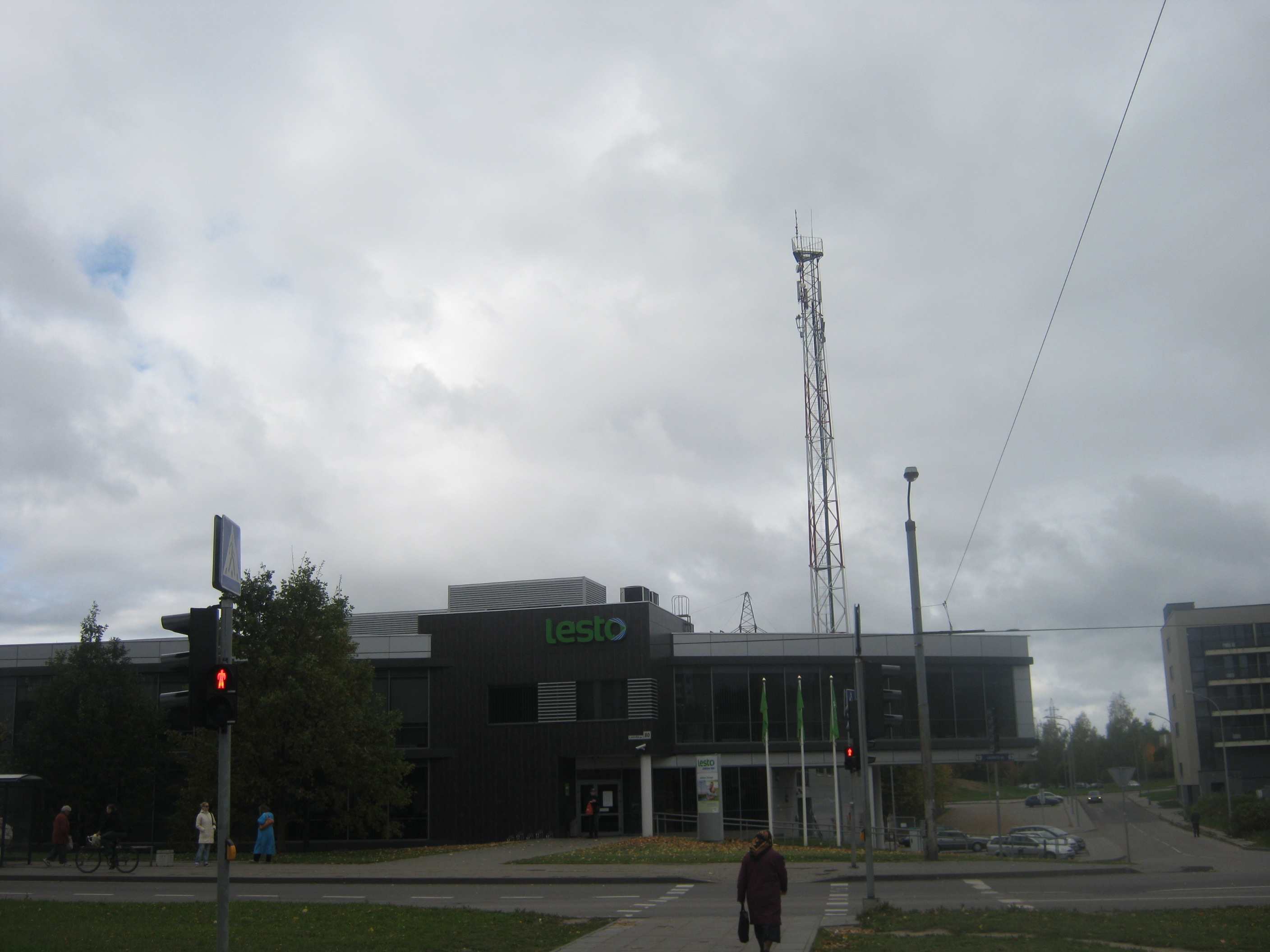
Hauptgebäude LESTO

Die Lietuvos elektros skirstomųjų tinklų operatorius AB kurz LESTO war ein litauisches Energieversorgungsunternehmen mit Sitz in Vilnius. Es war bis zu seiner Auflösung 2015 das größte (nach Mitarbeiterzahl) litauische Energieunternehmen.

## Geschichte
LESTO entstand im Dezember 2010 aus den zwei litauischen Energieunternehmen  AB „Vakarų skirstomieji tinklai“ und „Rytų skirstomieji tinklai“. Das Vermögen betrug 5,3 mlrd. Lt (1,535 Mrd. Euro). Aktionär waren unter anderem die UAB „Visagino atominė elektrinė“ mit 82,63 % Anteilen und die E.ON Ruhrgas International GmbH mit 11,76 % Anteilen. 2015 wurde die Gesellschaft aufgelöst und in die neu entstandene Aktiengesellschaft Energijos skirstymo operatorius überführt.